# Tó
Tó es una freguesia portuguesa del municipio de Mogadouro, con 23,66 km² de superficie y 154 habitantes en el año 2011. Su densidad de población es de 6,5 hab/km².

## Población
| Población de la freguesia de Tó | Población de la freguesia de Tó | Población de la freguesia de Tó | Población de la freguesia de Tó | Población de la freguesia de Tó | Población de la freguesia de Tó | Población de la freguesia de Tó | Población de la freguesia de Tó | Población de la freguesia de Tó | Población de la freguesia de Tó | Población de la freguesia de Tó | Población de la freguesia de Tó | Población de la freguesia de Tó | Población de la freguesia de Tó | Población de la freguesia de Tó |
| ------------------------------- | ------------------------------- | ------------------------------- | ------------------------------- | ------------------------------- | ------------------------------- | ------------------------------- | ------------------------------- | ------------------------------- | ------------------------------- | ------------------------------- | ------------------------------- | ------------------------------- | ------------------------------- | ------------------------------- |
| 1864                            | 1878                            | 1890                            | 1900                            | 1911                            | 1920                            | 1930                            | 1940                            | 1950                            | 1960                            | 1970                            | 1981                            | 1991                            | 2001                            | 2011                            |
| 458                             | 473                             | 431                             | 494                             | 499                             | 409                             | 377                             | 429                             | 514                             | 535                             | 340                             | 349                             | 264                             | 209                             | 154                             |

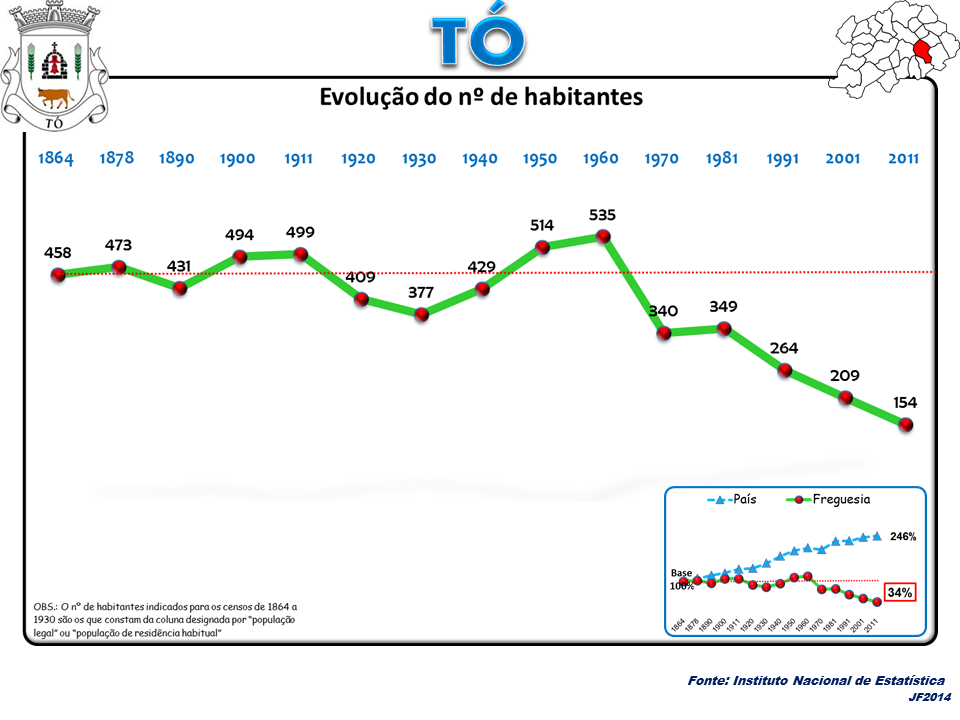
Evolución de la población de Tó 1864/2011
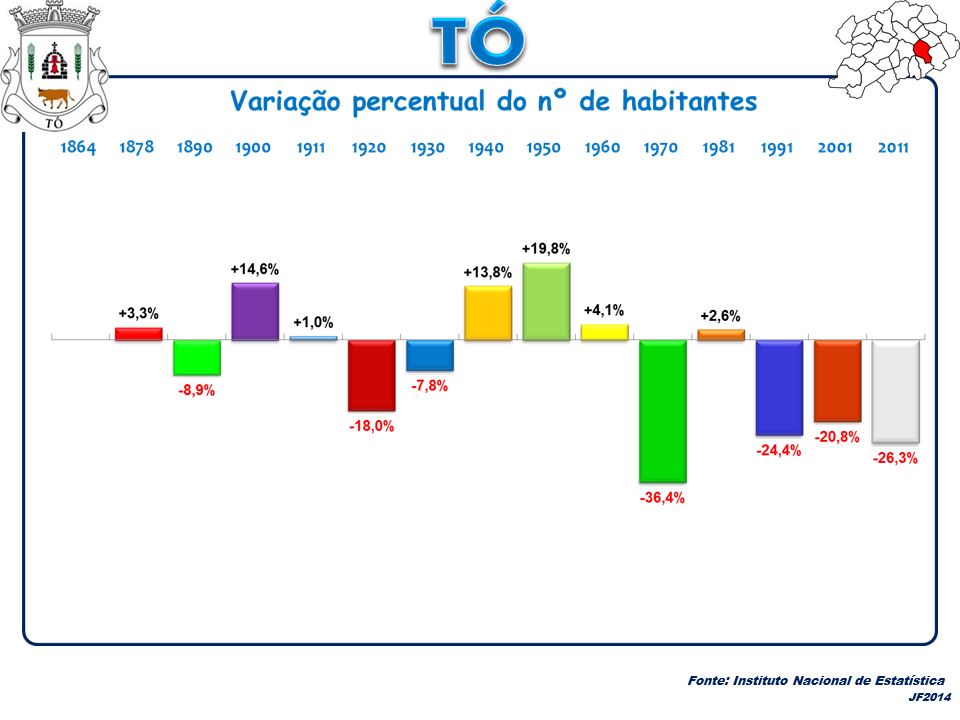
Variación de la población de Tó 1864/2011
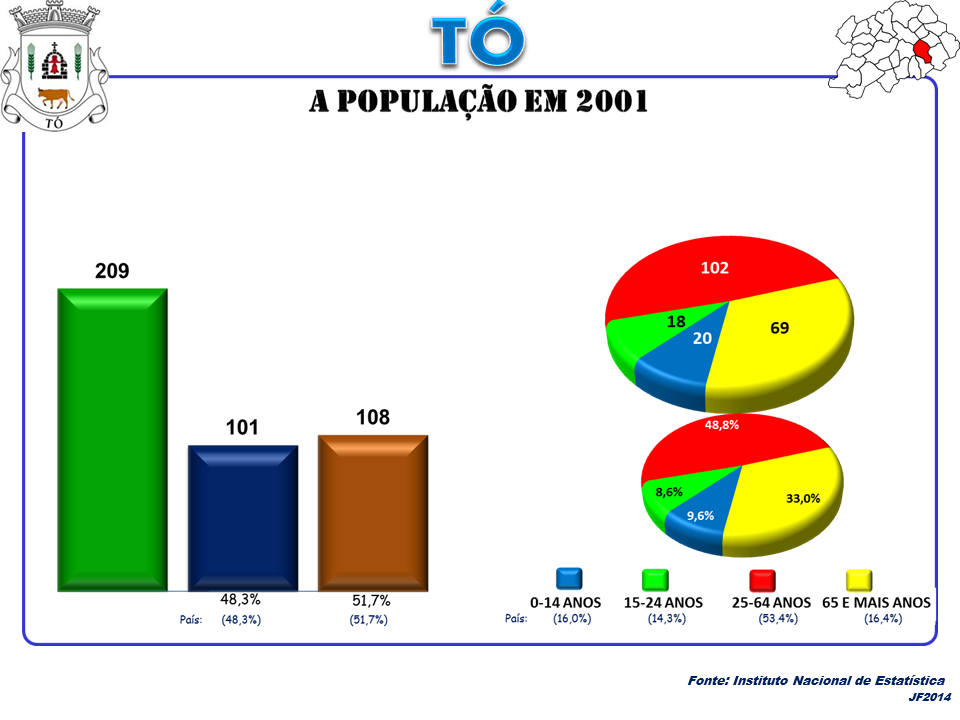
La población en 2001
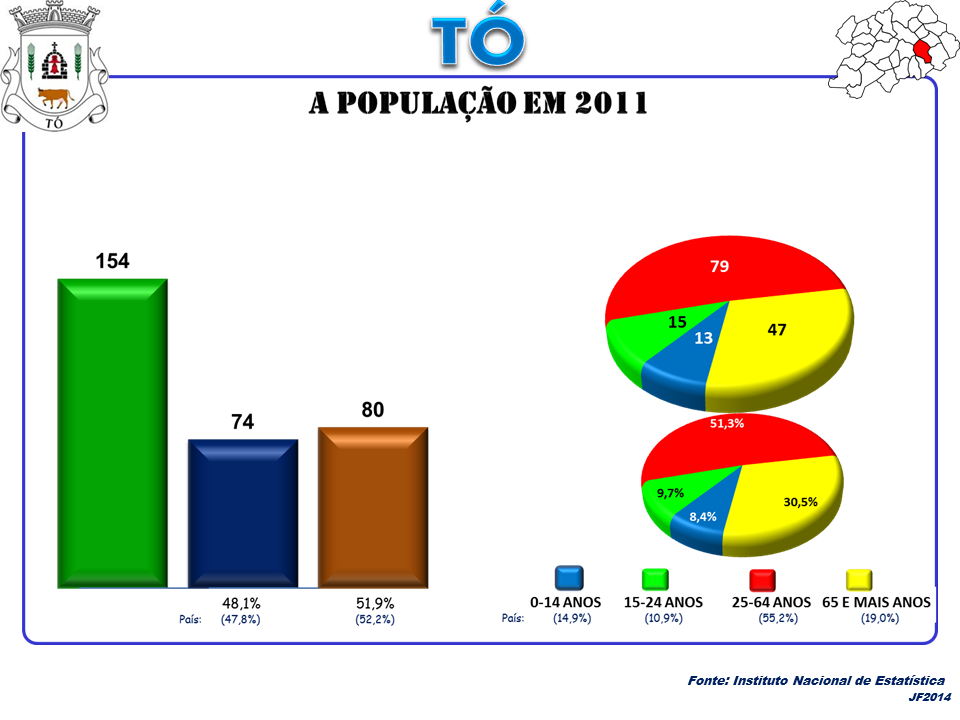
La población en 2011